# Patrik Sandell
Patrik Sandell (21 de abril de 1982) es un piloto de rally sueco que ha competido en el Campeonato del Mundo de Rallyes. Fue campeón junior en 2006, y subcampeón de Super 2000 en 2010.

## Trayectoria
Obtuvo el Campeonato Mundial de Rally Junior en 2006 con un Renault Clio, logrando una victoria y dos segundos puestos, y superando entre otros a Per-Gunnar Andersson. En 2007 resultó sexto en el campeonato, tras obtener un triunfos y un segundo lugar.
Sandell obtuvo un segundo lugar en el JWRC 2008, siempre con un Renault Clio, y quedó séptimo en la tabla general. En paralelo, corrió en el Campeonato Mundial de Rally de Automóviles de Producción con el equipo oficial sueco de Peugeot. Obtuvo dos podios con un Peugeot 207 y otro con un Mitsubishi Lancer. Así, quedó cuarto en el campeonato por detrás de Andreas Aigner, Juho Hänninen y Jari Ketomaa.
El piloto se centró en el PWRC en la temporada 2009. Al volante de un Škoda Fabia de Red Bull, obtuvo dos victorias y un segundo puesto. Por tanto, repitió el cuarto puesto en la tabla de puntos, por detrás de Armindo Araujo, Martin Prokop y Nasser Al-Attiyah. En 2010, siguió con un Škoda Fabia de Red Bull, ahora en el nuevo Campeonato Mundial de Rally Super 2000. Logró dos victorias y siete top 5, obteniendo el subcampeonato frente a Xavier Pons.
En 2011, el sueco pasó a competir en el Intercontinental Rally Challenge, nuevamente con un Škoda Fabia Super 2000 de Red Bull. En seis participaciones, logró un tercer puesto y un quinto, por lo que se colocó octavo en el campeonato de pilotos.
Sandell disputó dos fechas del Campeonato Mundial de Rally 2013 con un Mini Countryman JCW WRC, logrando el octavo puesto absoluto en el Rally de Suecia.
El sueco dejó el rally en 2013, y pasó a disputar el Campeonato Global de Rallycross con un Ford Fiesta oficial del preparador sueco Olsbergs, donde logró podios.
En 2014 repetirá la aventura del Rallycross esta vez como principal piloto.

## Resultados

### Campeonato Mundial de rally
| Año  | Equipo                 | Automóvil                  | 1       | 2      | 3       | 4       | 5      | 6       | 7      | 8      | 9      | 10     | 11     | 12     | 13      | Posic. | Puntos |
| ---- | ---------------------- | -------------------------- | ------- | ------ | ------- | ------- | ------ | ------- | ------ | ------ | ------ | ------ | ------ | ------ | ------- | ------ | ------ |
| 2005 | Patrik Sandell         | Renault Clio Ragnotti      | SWE Ret |        |         |         |        |         |        |        |        |        |        |        |         | NC     | 0      |
| 2006 | Patrik Sandell         | Renault Clio S1600         | SWE 20  | ARG 22 | ITA 15  | FIN 34  | TUR 30 | GBR 33  |        |        |        |        |        |        |         | NC     | 0      |
| 2007 | Patrik Sandell         | Renault Clio S1600         | NOR 21  | POR 53 | ITA 31  | FIN 18  | GER EX | ESP Ret |        |        |        |        |        |        |         | NC     | 0      |
| 2008 | Peugeot Sport Sweden   | Peugeot 207 S2000          | SWE 11  |        | ARG Ret |         |        | GRE Ret | TUR 12 |        | GER 22 |        |        |        | GBR Ret | NC     | 0      |
| 2008 | Peugeot Sport Sweden   | Mitsubishi Lancer Evo IX   |         |        |         |         |        |         |        |        |        | NZL 11 |        |        |         | NC     | 0      |
| 2008 | Interspeed Racing Team | Renault Clio S1600         |         | MEX 13 |         | JOR Ret | ITA 26 |         |        | FIN 21 |        |        | ESP 23 |        |         | NC     | 0      |
| 2008 | Interspeed Racing Team | Renault Clio R3            |         |        |         |         |        |         |        |        |        |        |        | FRA 28 |         | NC     | 0      |
| 2009 | Red Bull Rallye Team   | Škoda Fabia S2000          | NOR 12  | CYP 9  | POR Ret | ITA 10  | GRE 24 | GBR 21  |        |        |        |        |        |        |         | NC     | 0      |
| 2010 | Red Bull Rallye Team   | Škoda Fabia S2000          | SWE 15  | JOR 23 | NZL 12  | FIN 11  | DEU 10 | FRA 10  | GBR 14 |        |        |        |        |        |         | 23º    | 2      |
| 2012 | Mini WRC Team          | Mini John Cooper Works WRC | SWE 8   | MEX    | POR     | ARG     | GRE    | NZL     | FIN    | DEU    | GBR    | FRA    | ITA    | ESP    |         | 12º    | 4      |

### Resultados IRC
| Año  | Equipo       | Coche             | 1     | 2     | 3     | 4      | 5       | 6     | posición | Puntos |
| ---- | ------------ | ----------------- | ----- | ----- | ----- | ------ | ------- | ----- | -------- | ------ |
| 2011 | Škoda Sweden | Škoda Fabia S2000 | COR 9 | YAL 9 | AZO 5 | ZLI 12 | SCO Ret | CYP 3 | 8º       | 44     |